# Actinote fumida
Actinote fumida är en fjärilsart som beskrevs av D'almeida 1925. Actinote fumida ingår i släktet Actinote och familjen praktfjärilar. Inga underarter finns listade i Catalogue of Life.